# Libera!

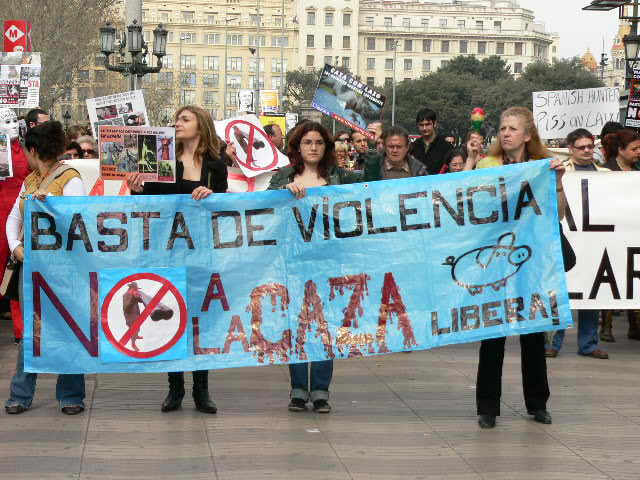
Activistas da Libera! protestam contra a caça em Barcelona.

Libera! é uma entidade sem fins lucrativos da Espanha dedicada à proteção dos direitos dos animais. Para sensibilizar o público, principalmente realizada acções educativas e de sensibilização ciutadana, eventos, e outros acções. Liberação! foi formado em 2004 em Barcelona. No início usados para tomar acções no domínio catalão, até que ela se tornou uma organização estadual.
Uma das campanhas tem um impacto maior é a campanha na mídia internacional Libera a Susi, que visa a Barcelona Zoo deixe sozinho cópia do elefante que ainda está vivo, o elefante Africano chamado Susi, que, segundo Libera! e da organização britânica Born Free Fundação têm graves problemas psicológicos a partir da solidão. Libera! pede que ela seja transferida para um elefante santuário, onde eles possam viver em melhores condições, em um semi-liberdade e na companhia de outros elefantes.
Esta campanha tem recebido apoio do mundo da cultura, como o Prémio Nobel da Literatura José Saramago, a Rainha Sofia e os valores na política local Barcelona como Imma Mayol, entre outros.  Libera! realizado esta campanha com o apoio da Fundación FAADA e la Born Free Foundation.
Forma também em conjunto com a Fundación FADDA, Plataforma Ramblas Ètiques, que campanhas para entrar em conformidade com a Lei de protecção dos animais e Portaria 22/2003 para a Protecção dos Animais da Prefeitura de Barcelona, parar de vender animais na tradicional ave de La Rambla. Em diferentes campanhas mediáticas, a Plataforma Rambles Ètiques denunciou as condições em que os animais vivos e do aviário os deitar fora as carcaças de muitos animais que morrem, apesar de ser uma prática não permitida por lei para a violação da saúde pública . Além disso, o aviário foram atirados para o lixo, mesmo os animais ainda estão vivos.
Liberação! é também, juntamente com a SOS Stop Our Shame e CAS International, coordenador da Plataforma Plataforma Galicia Mellor Sen Touradas, que visa suprimir corridas touros na Galiza. Esta campanha é apoiada por organizações ambientais tais como ADEGA o Matar por matar non.
Em Março de 2009, Libera!! interpôs uma ação judicial contra o ex-ministro Mariano Fernandez Bermejo pelo crime de caça ilegal durante o respectivo caça sem licença em fevereiro desse ano, com o juiz da Audiência Nacional, Baltasar Garzón, quando ele ainda era ministro da Bermejo Justiça.